# 岩泊渡站
岩泊渡站是位于湖南慈利县岩泊渡镇的一个铁路车站，邮政编码415822。车站建于1978年，有焦柳铁路经过该本站，现仅办理货运业务，不办理客运业务。车站距离月山站910公里，隶属广铁集团，是五等站。